# Graiul muntenesc

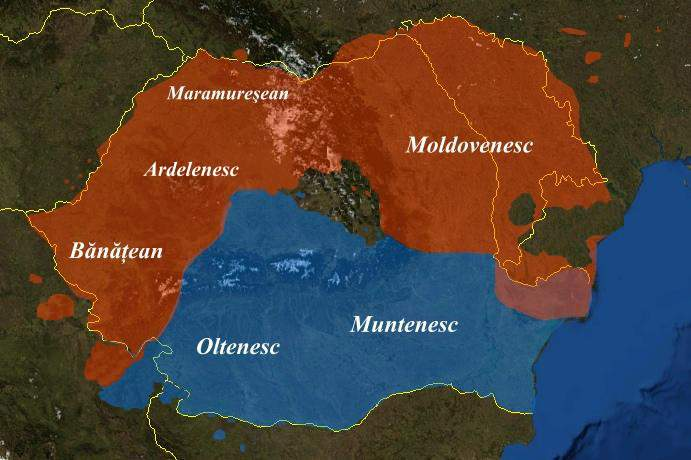
Harta graiurilor dacoromâne

Graiul muntenesc face parte din grupul graiurilor sudice ale dialectului dacoromân. Este recunoscut ca grai autonom de către toți lingviștii, inclusiv de cei care amintesc numai de două (al doilea fiind cel moldovenesc), de exemplu Alexandru Philippide, Iorgu Iordan sau Emanuel Vasiliu.
Graiul muntenesc este vorbit în sudul Ardealului (județele Sibiu și Brașov), dar mai ales în regiunile situate la sud și sud-est de Carpații meridionali, Muntenia și centrul, respectiv sudul Dobrogei. Mai este vorbit și de românii din nordul Bulgariei. Teritoriul graiului muntenesc se împarte în patru zone: una centrală (cea mai mare parte a Munteniei), Muntenia de nord-est, Dobrogea și Ardealul de sud.
Majoritatea lingviștilor includ în graiul muntenesc și pe cel oltenesc, dar unii, precum Grigore Brâncuș, Valeriu Rusu sau Gheorghe Ivănescu, îl consideră pe acesta un grai autonom.

## Caracteristici
Fonetice:
| Fenomen                                                                           | Exemplu dialectal | Corespondent în varietatea standard |
| --------------------------------------------------------------------------------- | ----------------- | ----------------------------------- |
| palatalizarea lui [ʃ] și [ʒ] înainte de [ə], care devine [e]                      | ușe loje          | ușă lojă                            |
| [d] pur dentală urmată de [ə], [ɨ]                                                | dăștept dân       | deștept din                         |
| disimilația lui [e] neaccentuat în [i], mai ales sub influența unui [e] accentuat | fetili caprili    | fetele caprele                      |

Gramaticale:
| Fenomen | Exemplu dialectal        | Corespondent în varietatea standard |
| --- | ------------------------ | ----------------------------------- |
| la indicativ prezent și la viitor cu verbul auxiliar a vrea, forma de persoana a III-a plural indentică cu cea de persoana a III-a singular | ei/ele bea ei/ele va bea | ei/ele beau ei/ele vor bea          |
| la perfectul compus, persoana a III-a plural indentică persoana a III-a singular, și forma de participiu cu sufixul -ără                    | ei/ele a venitără        | ei/ele au venit                     |
| verbul a vrea folosit la perfect compus ca verb modal                                                                                       | am vrut să cad           | era să cad                          |
| a veni folosit ca auxiliar de aspect | vine și/de crește        | începe să crească                   |
| a veni auxiliar al diatezei pasive | grinda vine așezată aici | grinda este așezată aici            |
| confuzia prepozițiilor după și de pe | floarea după/dupe masă   | floarea de pe masă                  |
| de folosit ca pronume relativ | omul de vine             | omul care vine                      |
| complement direct cu prepoziția la (cu valoare partitivă)                                                                                   | mănâncă la pâine         | mănâncă pâine                       |
| adverbul mai înaintea pronumelui reflexiv                                                                                                   | nu mai mă duc            | nu mă mai duc                       |
| adverbul decât în construcție restrictivă folosit fără negația n(u)                                                                         | am decât două mere       | n-am decât două mere                |

Lexicale:
| Fenomen                    | Exemplu dialectal | Corespondent în varietatea standard |
| -------------------------- | ----------------- | ----------------------------------- |
| cuvinte cu sens specific   | ginere            | mire                                |
| cuvinte de origine bulgară | ciușcă            | ardei iute                          |
| cuvinte de origine turcă   | peșchir perdea    | prosop adăpost pentru vite          |
| cuvinte de origine greacă  | dârmon            | ciur                                |